# Xanthocampoplex bellus
Xanthocampoplex bellus là một loài tò vò trong họ Ichneumonidae.